# Tridesmostemon
Tridesmostemon es un género con cinco especies de plantas  perteneciente a la familia de las sapotáceas. 

## Especies seleccionadas
- Tridesmostemon bequaertii
- Tridesmostemon congoense
- Tridesmostemon mortehani
- Tridesmostemon omphalocarpoides

## Sinónimos
- Nzidora